# 沖縄振興特別措置法
沖縄振興特別措置法（おきなわしんこうとくべつほう、平成14年3月31日法律第14号）は、沖縄の振興に関する日本の法律である。
2002年（平成14年）3月31日に公布された。

## 概要
沖縄の置かれた特殊な諸事情に鑑み、沖縄振興を行うことを規定している。
2002年に沖縄振興開発特別措置法（昭和46年法律第131号）を廃止する代わりに制定されている。

## 構成
- 第1章 総則（第1条 - 第3条）
- 第2章 沖縄振興計画等（第3条の2 - 第5条）
- 第3章 産業の振興のための特別措置 
  - 第1節 観光の振興 
    - 第1款 観光地形成促進計画等（第6条 - 第11条）
    - 第2款 外国人観光旅客の来訪の促進（第12条 - 第20条）
    - 第3款 環境保全型自然体験活動（第21条 - 第25条）
    - 第4款 観光振興のための免税等（第26条・第27条）

  - 第2節 情報通信産業振興計画等（第28条 - 第34条）
  - 第3節 産業高度化・事業革新促進計画等（第35条 - 第40条）
  - 第4節 国際物流拠点産業集積計画等（第41条 - 第54条）
  - 第5節 経済金融活性化特別地区（第55条 - 第59条）
  - 第6節 農林水産業の振興（第60条 - 第62条）
  - 第7節 電気の安定的かつ適正な供給の確保（第63条 - 第65条）
  - 第8節 中小企業の振興（第66条 - 第72条）
  - 第9節 沖縄振興開発金融公庫の業務の特例（第73条・第74条）
- 第4章 雇用の促進、人材の育成その他の職業の安定のための特別措置（第75条 - 第83条の2）
- 第5章 文化の振興等（第84条 - 第88条）
- 第6章 沖縄の均衡ある発展のための特別措置（第89条 - 第94条）
- 第7章 駐留軍用地跡地の有効かつ適切な利用の推進に関する特別措置（第95条 - 第104条）
- 第8章 沖縄振興の基盤の整備のための特別措置（第105条 - 第110条）
- 第9章 沖縄振興審議会（第111条・第112条）
- 第10章 雑則（第113条 - 第116条）
- 第11章 罰則（第117条 - 第121条）
- 附則

## 指定離島の一覧
下表は2023年3月時点での指定離島の一覧である。合計54島のうち、有人島は38島、無人島は16島である。下表のうち、伊是名島には埋立により陸続となった屋ノ下島を含む。また、2020年（令和2年）国勢調査のデータでは由布島の人口は西表島に、嘉弥真島の人口は小浜島に、新城島下地の人口は新城島上地にそれぞれ含まれる。
| 圏域                          | 自治体名 | 有人島                                                                                       | 無人島                                               |
| ----------------------------- | -------- | -------------------------------------------------------------------------------------------- | ---------------------------------------------------- |
| 北部圏域 （有人5、無人2）     | 伊平屋村 | 伊平屋島、野甫島                                                                             |                                                      |
| 北部圏域 （有人5、無人2）     | 伊是名村 | 伊是名島                                                                                     | 具志川島、屋那覇島                                   |
| 北部圏域 （有人5、無人2）     | 伊江村   | 伊江島                                                                                       |                                                      |
| 北部圏域 （有人5、無人2）     | 本部町   | 水納島                                                                                       |                                                      |
| 中南部圏域 （有人13、無人11） | うるま市 | 津堅島                                                                                       |                                                      |
| 中南部圏域 （有人13、無人11） | 南城市   | 久高島                                                                                       |                                                      |
| 中南部圏域 （有人13、無人11） | 粟国村   | 粟国島                                                                                       |                                                      |
| 中南部圏域 （有人13、無人11） | 渡名喜村 | 渡名喜島                                                                                     |                                                      |
| 中南部圏域 （有人13、無人11） | 座間味村 | 座間味島、阿嘉島、慶留間島                                                                   | 嘉比島、安慶名敷島、外地島、安室島、屋嘉比島、久場島 |
| 中南部圏域 （有人13、無人11） | 渡嘉敷村 | 渡嘉敷島                                                                                     | 前島、黒島、儀志布島、離島                           |
| 中南部圏域 （有人13、無人11） | 久米島町 | 久米島、奥武島、オーハ島                                                                     | 硫黄鳥島                                             |
| 中南部圏域 （有人13、無人11） | 北大東村 | 北大東島                                                                                     |                                                      |
| 中南部圏域 （有人13、無人11） | 南大東村 | 南大東島                                                                                     |                                                      |
| 宮古圏域 （有人8）            | 宮古島市 | 宮古島、池間島、大神島、来間島、伊良部島、下地島                                             |                                                      |
| 宮古圏域 （有人8）            | 多良間村 | 多良間島、水納島                                                                             |                                                      |
| 八重山圏域 （有人12、無人3）  | 石垣市   | 石垣島                                                                                       | 小島                                                 |
| 八重山圏域 （有人12、無人3）  | 竹富町   | 竹富島、西表島、鳩間島、由布島、小浜島、黒島、新城島(上地)、新城島(下地)、波照間島、嘉弥真島 | 内離島、外離島                                       |
| 八重山圏域 （有人12、無人3）  | 与那国町 | 与那国島                                                                                     |                                                      |

※過去に指定されたことがある離島:
- 伊計島（伊計大橋の開通により1982年10月25日に解除）
- 宮城島（桃原橋の開通により1982年10月25日に解除）
- 南浮原島、神山島、城島（いずれも無人島、1982年10月25日に解除）
- 瀬底島（瀬底大橋の開通により1986年4月1日に解除）
- 浜比嘉島（浜比嘉大橋の開通により1997年4月1日に解除）
- 古宇利島（古宇利大橋の開通により2005年4月1日に解除）

## テレビ番組
- 日経スペシャル ガイアの夜明け 規制のカベを突き破れ 〜検証! 構造改革特区〜（2004年7月27日、テレビ東京）[2]。